# Russell Schweickart
Russell Louis Schweickart (* 25. říjen 1935, Neptune City, New Jersey, USA), je pilot, vědec, kosmonaut USA, dříve zapojený do programu Apollo.

## Život

### Škola a výcvik
Základní odborné vzdělání získal v Massachusettském technologickém institutu. Pak následoval roční výcvik u amerického vojenského letectva a další čtyři roky byl pilotem. Po čase se vrátil ke studiu na stejné škole, zakončil jej disertační prací o záření stratosféry. Pak zůstal pracovat v institutu v Massachusetts v laboratoři experimentální astronomie. A znovu se vrátil k vojenskému letectvu, aby se 8. října 1963 stal členem třetí skupiny amerických kosmonautů. V té době měl nalétáno 1700 hodin. Po tříletém intenzivním výcviku byl 21. března 1966 jmenován do záložní posádky prvního Apolla. Pak znovu do Apolla 503, i tento program byl zrušen. Dočkal se ve svých 34 letech.

### Lety do vesmíru
Odstartoval v lodi Apollo 9 z kosmodromu na mysu Canaveral na jaře roku 1969 společně s kosmonauty Jamesem McDivittem a Davidem Scottem. Russel zde měl funkci pilota měsíčního modulu. Cílem letu bylo prověřit manévrovací schopnosti měsíčního modulu za letu kolem Země, což se povedlo. Po 241 hodinách a 151 obletech Země v pořádku přistáli v kabině lodi za pomocí padáků na hladině oceánu. Cesta na Měsíc byla připravena..
- Apollo 9 (3. březen 1969 – 12. březen 1969)

### Následovalo po letu
Několik dalších let zůstal ve výcviku, byl jmenován členem záložní posádky pro orbitální laboratoř Skylab 2. Po ukončení programu Skylab zůstal v NASA, věnoval se zde problematice využití kosmických letů pro Zemi. V roce 1976 byl odtud uvolněn, aby vykonával funkci vědeckého poradce guvernéra státu Kalifornie.
Je ženatý a má pět dětí. Používal přezdívku Rusty.
V září 2007 se zúčastnil ve skotském Edinburghu setkání (XX.světový kongres Association of Space Explorers), kde bylo 70 kosmonautů světa. Je stále veřejně činný.